# Zmarli w roku 1842
Lista osób zmarłych w 1842:

## marzec 1842
- 23 marca – Stendhal, francuski pisarz[1]

## kwiecień 1842
- 23 kwietnia – William Elphinstone, brytyjski wojskowy szkockiego pochodzenia, dowódca brytyjskiej armii w Afganistanie[2]
- 30 kwietnia – Józef Benedykt Cottolengo, włoski ksiądz, święty katolicki[3]

## lipiec 1842
- 12 lipca – Piotr Khan, wietnamski męczennik, święty katolicki[4]

## październik 1842
- 23 października – Wilhelm Gesenius, niemiecki teolog ewangelicki, orientalista[5]

## grudzień 1842
- 6 grudnia – Tadeusz Antoni Mostowski, literat, publicysta i wydawca, polityk, minister spraw wewnętrznych Księstwa Warszawskiego i Królestwa Polskiego[6]